# Megan Fahlenbock
Megan Fahlenbock (Toronto, 30 giugno 1971) è un'attrice canadese.
Principalmente conosciuta come doppiatrice, ha anche avuto dei ruoli attoriali in film.

## Carriera
Uno dei suoi ruoli in televisione nella serie 6teen è Jen Masterson.
Dà anche voce a Gwen in A tutto reality - L'isola, A tutto reality - Azione!, A tutto reality - Il tour, A tutto reality - La vendetta dell'isola, A tutto reality - All-Stars. Muffy Pepperidge nella serie Totally Spies!, Deets nella serie Get Ed, Jenny nelle serie Foolish Girl, Stoked - Surfisti per caso, Grojband e Bakugan - Battle Brawlers, Melodia nella serie Yin Yang Yo!, John nella serie Wayside, Mei Mei nella serie Upin & Ipin e Aunt Sara nella serie Rescue Heroes - Squadra di soccorso.
Recita anche nei film Get Over It, Resident Evil: Apocalypse e The Baby Formula. È stata una sciatrice d'acqua professionista per un certo numero di anni facendo spettacoli in tutto il mondo.

## Filmografia parziale
- Relic Hunter – serie TV, episodio 2x09 (2000)